# نوک‌شاخ خاکستری آفریقایی

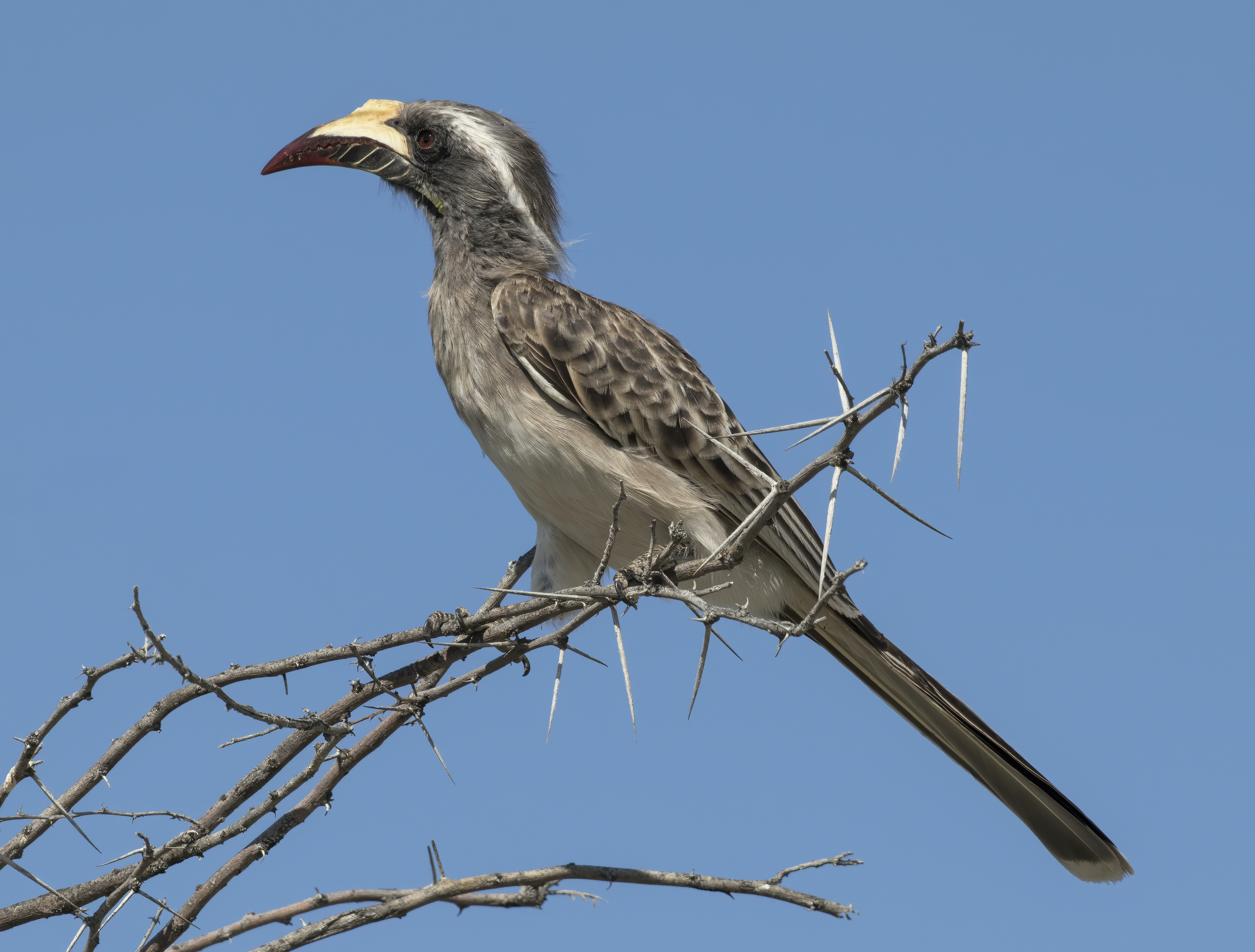
نگاره‌ای از یک نوک‌شاخ خاکستری آفریقایی ماده در پارک ملی اتوشا در شمالِ‌شرقی نامیبیا.

 نوک‌شاخ خاکستری آفریقایی (نام علمی: Tockus nasutus) نام یک گونه از تیره نوک‌شاخ است.